# Молодий Конон Трохимович
Молодий Конон Трохимович (рос. Молодый Конон Трофимович; *17 січня 1922 р., Москва — †9 вересня 1970 р., Москва) — кадровий радянський розвідник-нелегал періоду холодної війни, полковник КДБ СРСР, який діяв під ім'ям Гордона Лонсдейла.

## Життєпис
Молодий народився в Москві в сім'ї науковців. У жовтні 1929 р. помер його батько — фізик Трохим Кононович Молодий (1889—1929 рр.), а його мати (Євдокія Костянтинівна Молода, професор НДІ протезування) одна продовжувала виховувати двох дітей. Дід по батькові  Конон Молодий, українець за походженням, переселився на Камчатку.
У 1932 р. Молодий виїхав до США, де навчався в середній школі в Сан-Франциско. Мешкав у тітки, яка переїхала до США ще в 1914 році. У 1938 р. повернувся до Москви і продовжував навчання в 36-й середній загальноосвітній школі, яку закінчив у 1940 році. У жовтні того ж року був призваний до армії.
Конон Трохимович Молодий брав безпосередню участь у німецько-радянській війні. Він перебував на фронті з перших днів війни. Всю війну воював у фронтовій військовій розвідці. На посаді помічника начальника штабу окремого розвідувального дивізіону Молодий пробирався у тил противника, брав у полон «язиків», добував необхідні відомості. За мужність і героїзм при виконанні завдань нагороджений державними нагородами.
У 1946 році демобілізувався і вступив до юридичного факультету Академії зовнішньої торгівлі. В академії вивчав китайську мову. У 1951 році після закінчення навчання залишився викладати китайську мову. Брав участь у написанні підручника з китайської мови.
В органах «зовнішньої розвідки» Першого головного управління КДБ СРСР став служити від 1951 року. На початку 1954 р. Молодий прибув до Канади за підробленими документами. Він пробув там кілька місяців, отримав справжні документи і став Гордоном Лонсдейлом (англ. Gordon Lonsdale). Справжній Лонсдейл дійсно існував і загинув за нез'ясованих обставин близько 1943 року.
Молодий переїхав до США нібито для отримання освіти, а звідти — в березні 1955 — до Великої Британії — нібито для вивчення китайської мови.
Лонсдейл (псевдонім «Бен») мав «укоренитися» в англійських військових колах й збирати інформацію про британські та американські військово-повітряні та військово-морські бази, про англійські розробки в області експлуатації ядерних реакторів на підводних човнах й щодо створення бактеріологічної зброї.
Завдяки товариському характеру і талантові Конон Трохимович Молодий стає успішним підприємцем. Спочатку на гроші КДБ СРСР він відкриває фірму з продажу торгових автоматів, а потім підприємство з виробництва й збуту автомобільних пристроїв проти крадіжок. Його рахунки в банках поповнюються щодня, і незабаром «Лонсдейл» стає мільйонером. Електронний замок, винайдений на одному з підприємств Лонсдейла, отримав золоту медаль на виставці в Брюсселі 1960 року. У Лондоні Лонсдейл веде світське життя, його знають в найкращих лондонських клубах. Він багато їздить країною і заводить потрібні знайомства.
Зв'язок з Центром Конон Трохимович Молодий здійснював через своїх радистів Моріса і Леонтіну Коен (оперативний їх псевдонім «Дачники»), що жили в Англії за документами новозеландців Пітера і Хелен Крогер.
Найвдаліше знайомство для Лонсдейла відбулося в Портленді — з Гарі Хоутоном, службовцем військово-морської бази. Хоутон мав доступ до секретних документів. Протягом декількох років він продає Лонсдейлові секрети, які, за деякими твердженнями, заощадили СРСР кілька мільярдів доларів на розробку систем озброєння. Згідно з однією з версій, Хоутон, якому Лонсдейл платив готівкою, розпоряджався грошима необдумано: він купив дорогий автомобіль, гуляв у коштовних ресторанах і потрапив у поле зору англійської контррозвідки. За ним було встановлено спостереження, а виявити його причетність до витоку інформації було вже справою техніки.
Провал стався, коли польський перебіжчик Міхал Голеневський повідомив ЦРУ, що Хоутон був завербований польською розвідкою.
7 січня 1961 р. Хоутон і Лонсдейл були заарештовані в момент передачі секретних документів. Суду не вдалося довести причетність Лонсдейла до радянської розвідки. А Хоутон до останнього моменту думав, що продавав секрети американському офіцерові.
В Англії у Лонсдейла було кілька автомобілів, заміська вілла, розкішні номери в найкращих готелях Лондону. Все це він придбав за свої гроші. Незадовго до арешту королева Великої Британії подарувала Лонсдейлу грамоту «за великі успіхи в розвитку підприємницької діяльності на благо Сполученого Королівства». Відсидівши три роки ув'язнення в британській в'язниці, Конон Молодий був обміняний на Гревіла Віна, англійського розвідника і зв'язкового О. В. Пеньковського, викритого в СРСР.
Помер Молодий 9 вересня 1970 р. у віці 48 років. Похований на Донському кладовищі Москви. На мармуровій плиті його могили скромно викарбувано: «Конон Трохимович Молодий, полковник».

## Нагороди
- Орден Червоного Прапора,
- Орден Вітчизняної війни 1-го ступеня,
- Орден Вітчизняної війни 2-го ступеня,
- Орден Червоної Зірки,
- Медалі СРСР,
- Солдатський знак «Відмінний розвідник» (отримав під час німецько-радянської війни, коли служив у фронтовій розвідці)[5],
- Знак «Почесний співробітник органів безпеки».

## Цікаві факти
1. Лонсдейл-Молодий був прототипом одного з героїв англійського фільму «Ring of Spies[en]»[6].
2. Деякі епізоди діяльності К. Т. Молодого лягли в основу фільму Сави Куліша «Мертвий сезон» у 1968 році. Виконавець ролі Ладєйнікова актор Донатас Баніоніс схожий на Конона Молодого. Сам Молодий (під псевдонімом «Панфілов») був одним з консультантів згаданого фільму.
3. Племінник Конона Трохимовича Молодого — Вадим Молодий, російський поет, есеїст, видавець; лікар-психіатр за освітою.